# 图瓦真理报
《图瓦真理报》（俄语：Тувинская правда）是俄罗斯图瓦共和国的一份用俄语出版的报纸。该报创办于1924年7月24日，原名《红色农民》，是唐努图瓦人民共和国俄罗斯劳动自治殖民地的执行委员会和全联盟共产党（布尔什维克）支部的机关报。1931年，该报纸改名为《新道路》；1934年，改名为《前进》，成为图瓦人民共和国苏联公民俱乐部的机关报；1942年，改名为《图瓦真理报》，并成为图瓦人民革命党中央委员会和克孜勒市委员会及图瓦人民小呼拉尔的机关报。
1944年，图瓦人民共和国并入苏联后，该报作为图瓦自治州（1961年，升格为图瓦苏维埃社会主义自治共和国）的政府机关报继续出版。1975年，该报的发行量为25000份，每周出版6期。1990年代初起，该报的发行单位变更为图瓦共和国政府，出版周期调整为每周出版3期，发行量降至2500份（2005年）。